# Ekonomika Portugalska
Ve zprávě Světového ekonomického fóra o globální konkurenceschopnosti za rok 2019 byla portugalská ekonomika na 34. místě.
Převážná většina mezinárodního obchodu probíhá v rámci Evropské unie (EU), jejíž země přijaly 72,8% portugalského vývozu a tvořily 76,5% portugalského dovozu v roce 2015. Další regionální skupiny, které jsou významnými obchodními partnery Portugalska jsou NAFTA (6,3% vývozu a 2% dovozu), PALOP (5,7% vývozu a 2,5% dovozu), Maghreb (3,7% vývozu a 1,3% dovozu) a Mercosur (1,4% vývozu a 2,5% dovozu).
Portugalská měna je euro (€) a země je od svého založení součástí eurozóny. Portugalskou centrální bankou je Banco de Portugal, která je součástí evropského systému centrálních bank, a hlavní burzou cenných papírů je Euronext Lisabon, která patří k první světové burze cenných papírů NYSE Euronext.